# Тунелі Брінгласа
Тунелі Брінгласа проходять під магістралью М4 під Брінглас Хілл у Ньюпорті, Уельс. 360-метрові тунелі — це перші та єдині двопрохідні тунелі в мережі автомагістралей Великої Британії.
Тунелі та прилеглу автомагістраль M4 Usk Bridge спочатку були заплановані Newport Corporation у серпні 1959 року в плані, поданому до Міністерства транспорту. Роботи над проектом тунелів вартістю 3 мільйони фунтів стерлінгів розпочалися під керівництвом інженера Оуена Вільямса 10 вересня 1962 року. Обидві споруди були завершені та відкриті для руху 5 травня 1967 року. Під час будівництва кілька будинків на Brynglas Road (де зараз знаходиться сучасний готель Newport Lodge) довелося знести через конструктивні недоліки, спричинені прокладанням тунелю та викликаючи запитання в Палаті громад.

## Затори на дорогах

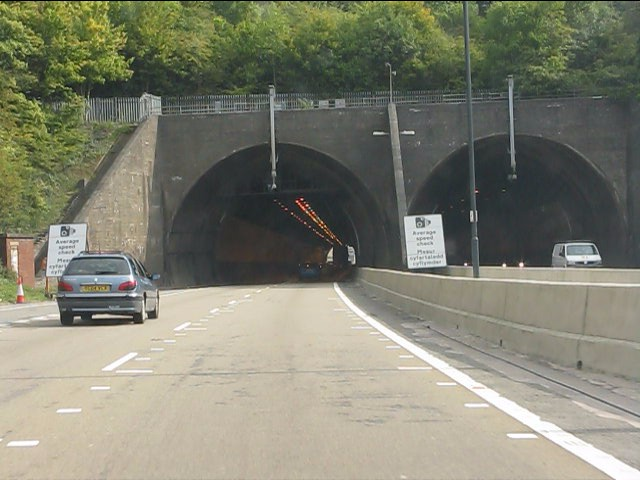
Західні портали

Майже відразу після відкриття об’їзної дороги M4 Newport (розв’язки 24-28) рівень трафіку зріс настільки, що дорогу довелося розширити до трьох смуг у кожному напрямку. Це було завершено в 1982 році, але за винятком тунелів і мосту Уск, які залишилися двосмуговими ділянками (розв'язки 25-26). Дороги M4 на розв’язці 25 (Caerleon Road) відхилено, щоб зменшити трафік у тунелях. Трафік M4 у західному напрямку, що приєднується до розв’язки 25, перенаправляється через розв’язку 25A/A4042 (Heidenheim Drive)/A4051 (Malpas Road) до розв’язки 26. Подібним чином транспорт у східному напрямку, який бажає виїхати на розв’язку 25, перенаправляється від розв’язки 26 через A4051/A4042/розв’язку 25A. Це збільшує затори на Малпас-роуд та інших місцевих дорогах поблизу центру міста Ньюпорт у години пік.
Тунелі залишаються вузьким місцем на автомагістралі. Частково через регулярні затори в тунелях між перехрестями 24 і 28 діє змінне обмеження швидкості.
Була запропонована нова допоміжна дорога M4 на південь від Ньюпорта, але 15 липня 2009 року Національна асамблея Уельсу відмовилася від цієї схеми. Таким чином альтернативним маршрутом залишається A48 Southern Distributor Road, двосмугова дорога з двома проїжджими частинами, що з’єднує розв’язку 24 з розв’язкою 28. У березні 2012 року Національна асамблея Уельсу опублікувала варіанти для консультацій, включаючи варіант прокладання додаткових тунелів.